# Парнаиба (река)
Парнаиба (на португалски: Rio Parnaiba) е река в Североизточна Бразилия, по цялото си протежение служеща за граница между щатите Мараняо (на запад) и Пиауи (на изток), вливаща се в Атлантическия океан. Дължината ѝ е 1485 km, а площта на водосборния басейн – 344 112 km².
Река Парнаиба води началото си на 530 m н.в., от северния склон на масива Шапада дос Мангабейрас, разположен в северната част на Бразилското плато. В горното и в част от средното си течение протича през най-северните части на платото, като образува множество бързеи и прагове, а след град Флориану пресича от юг на север падината Парнаиба с бавно и спокойно течение. Влива се в Атлантическия океан чрез делта, на 18 km северно от град Парнаиба (в щата Пиауи).
Река Парнаиба поучава 74 леви и 143 десни притока, като най-големите са: леви – Балсас (525 km); десни – Урусуи Прето (300 km), Гургея (532 km), Итауейра, Пиауи (459 km), Поти (538 km, най-голям приток), Лонга (320 km). Подхранването ѝ е предимно дъждовно, а пълноводието ѝ е през есента – от март до май. Средният годишен отток в долното течение е 2400 m³/s. По време на пълноводието си е плавателна за дълбоко газещи речни съдове до град Терезина и за плитко газещи – до град Флориану. На около 100 km нагоре от Флориану, при град Гаудалупи е изграден големият хидровъзел „Боа Есперанса“, като в основата на преградната му стена действа мощна ВЕЦ, снабдяваща с електроенергия целия щат Пиауи.